# ZBD2000
ZBD-2000 (ZBD-05, експортна назва — VN-18) — китайська бойова машина піхоти, призначена для здійснення десантних операцій на узбережжі.

## Історія створення
З середини 1990-х рр. в КНР велися активні роботи в області створення бойових машин для підвищення бойових можливостей повітряно-десантних частин НВАК. З'являлися навіть повідомлення, що Китай веде переговори з Росією про придбання ліцензії на виробництво бойових машин десанту. Проте вже у проміжку між 2000 і 2005 роками китайці вивели на випробування прототип БМП власної розробки, і до цього ж часу (в 2004 р.) в КНР була закінчена розробка багатокупольної парашутної системи K/STW-17 для десантування бойових машин з літака. Вперше нова машина, що отримала позначення ZBD-2000, була продемонстрована на навчаннях повітряно-десантних частин НВАК на початку 2005 р. А в серпні-вересні того ж року вона активно використовувалася на спільних російсько-китайських навчаннях «Місія миру 2005», що зайвий раз підтвердило, що БМП офіційно прийнята на озброєння китайської крилатої піхоти. 
Нова бойова машина є подальшим розвитком легкого плавучого танка Type 63А, що стоїть на озброєнні НВАК з кінця 90-х років. Вона демонструє високий рівень ресурсів НВАК, які направляються на підвищення її амфібійних і штурмових можливостей. ZBD2000 доступна в трьох варіантах: легкий танк озброєний 105-мм гарматою, БМП і командно-штабна машина.
Розробкою БМП займалася компанія NORINCO.

## Опис конструкції

### Корпус і компонувальна схема
Компонування — стандартне для китайських бронемашин: моторно-трансмісійне відділення спереду праворуч, ліворуч від нього — місце механіка-водія з люком і приладами спостереження, а позаду нього місце командира зі своїм люком і перископами; в середині — бойове відділення з баштою кругового обертання; в кормі — десантне відділення. По обидва борти є бійниці для стрілецької зброї і склоблоки для огляду і прицілювання, а на даху — перископи. У кормі встановлені двері для входу і виходу, а в даху — два прямокутні люка.
ZBD-2000 має суцільнозварний герметичний корпус, зварений із плоских бронелистів (ймовірно алюмінієвого сплаву), лобові деталі яких розташовані під раціональними кутами нахилу. Бойова маса БМП приблизно 26,5 тонн. Бронювання захищає екіпаж тільки від легких осколків і малокаліберних куль, що викликало необхідність максимального зниження маси для можливості десантування з парашутом.
ZBD2000 відрізняється носовими і поперечними відкидними апарелями з гідравлічним приводом, які призначені для ковзання корпусу по поверхні води. Цей принцип роботи відрізняється від принципу роботи традиційного водотонажного корпусу. У піднятому положенні носові і кормова апарелі разом з днищем корпусу утворюють поверхню ковзання, яка дозволяє машині рухатися швидше у воді використовуючи свою швидкість і форму корпусу, при цьому передня частина є припіднятою трохи над водою, що, таким чином, зменшує гідродинамічну силу опору на машину.
ZBD2000 відрізняється великим плоским корпусом, схожим за формою на човен з шістьма опорними котками, ведучими і направляючими колесами.

### Башта і озброєння
Зварна башта встановлена над середньою частиною корпусу.
ZBD 2000 озброєна 30-мм гарматою. Це гармата нової конструкції. БМП також оснащена направляючими для пускових установок протитанкових керованих ракет HJ-73C, встановлених по обидва боки від башти. Є також спарений 7,62-мм кулемет. Машина може вести вогонь з усієї цієї зброї на плаву.

### Ходова частина
Ходова частина складається (на борт) з п'яти двосхилих полегшених обгумованих котків малого діаметра і трьох підтримуючих роликів з переднім розташуванням ведучого колеса. Підвіска — гідропневматична, із змінним кліренсом (під час парашутування кліренс робиться мінімальним для зниження сили удару при приземленні). Машина плаваюча. Для руху по воді використовується перемотування гусениць і гідродинамічні решітки на задніх закінцівках фальшбортів (ще одне запозичення у російських гусеничних ЛБМ), при вході у воду на носовій частині корпусу піднімається хвилевідбійний щиток.

### Екіпаж

#### Варіант легкого танку
Варіант легкого танка має екіпаж, який складається з 4 чоловік, механік-водій сидить зліва попереду, а заряджаючий, стрілок і командир розміщуються в башті. Заряджаючий сидить праворуч від гармати. Стрілець і командир сидять тандемно з лівого боку. Заряджаючий також відповідає за роботу 12,7-мм зенітного кулемета встановленого на даху башти.

#### Варіант БМП
Варіант БМП має екіпаж чисельністю три людини, механік-водій сидить попереду, командир і стрілець розміщуються в башті з 30-мм гарматою. Пасажирське відділення в кормі вміщує 6 — 8 озброєних солдатів, які залишають машину через кормову апарель.

## Варіанти
- Легкий танк ZBD 2000 (ZTD-05) — озброєний 105-мм нарізною гарматою

- Командирська машина ZBD 2000 — має припіднятий дах корпуса для збільшення внутрішнього об'єму, озброєна 12,7-мм кулеметом

- Бойова інженерна машина.

#### Легкий танк
Бойова машина морського десанту ZBD 2000 у варіанті легкого танка, іноді позначається ZTD-05, а при поставках на експорт — VN16. Машина оснащена повністю стабілізованою 105-мм нарізною гарматою, подібною до тієї, що встановлена на плавучому танку ZTS63A. Гармата може вести бронебійними-підкаліберними (APFSDS), осколково-фугасними (HE) і кумулятивними протитанковими (HEAT) снарядами.
Допоміжне озброєння включає 7,62-мм зенітний кулемет встановлений на даху башти і дві групи по чотири пускові установки димових гранат з боків башти.

## Оператори

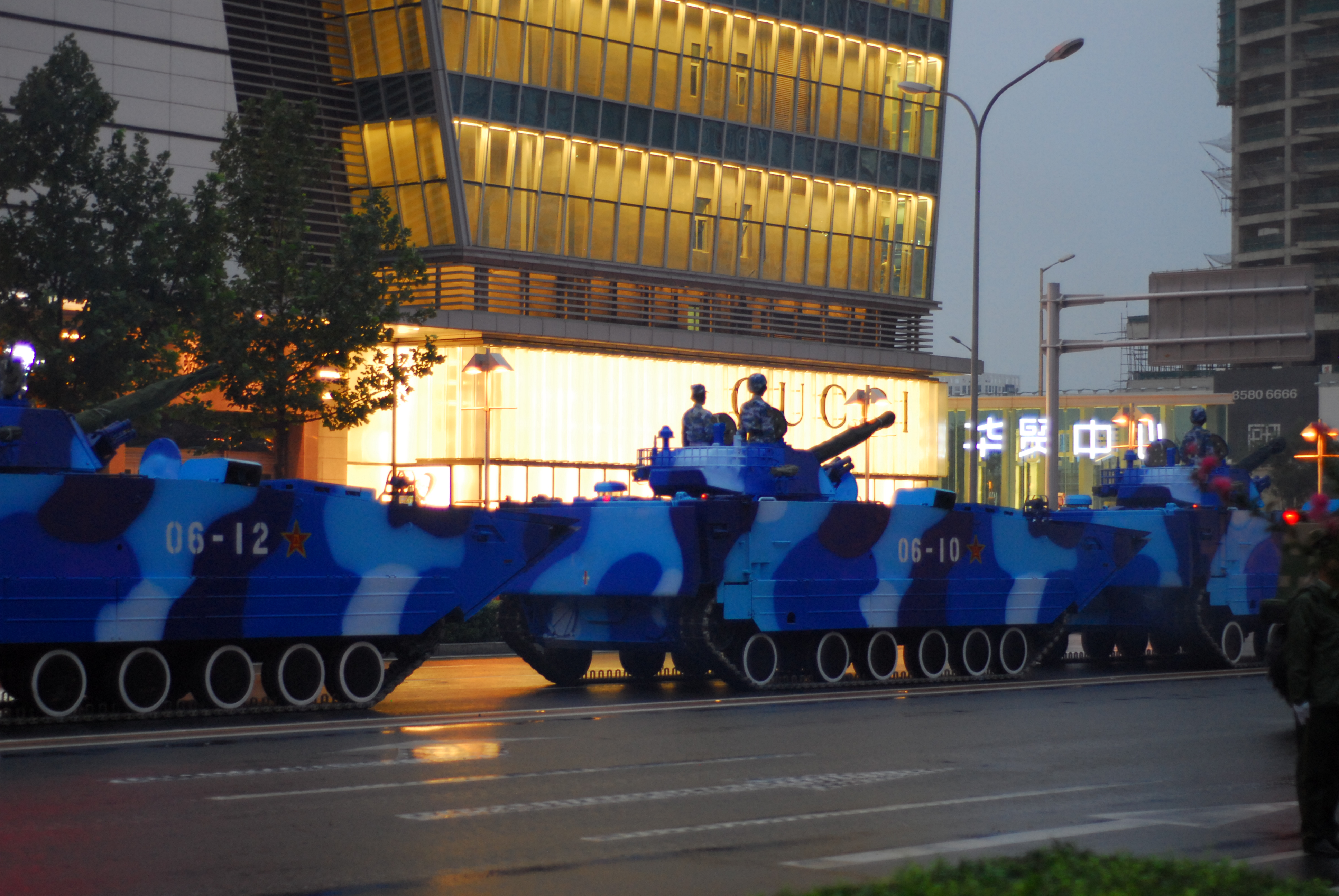
ZBD2000 під час параду на честь 60-річчя КНР, Пекін, 2009 рік.

- КНР — 450 одиниць на озброєнні НВАК і Морської піхоти КНР
- Венесуела — близько 6 VN-16 і близько 5 VN-18.